# Carrer Pi i Margall (Figueres)
El Carrer Pi i Margall és un carrer del municipi de Figueres (Alt Empordà) protegit com a bé cultural d'interès local. A més del carrer en el seu conjunt, també estan inventariats de manera particular alguns edificis del carrer.

## El conjunt del carrer
El conjunt del carrer està protegit com a bé cultural d'interès local. Està situat dintre l'eixample, aparegut abans de l'edificació del ferrocarril (fins al carrer de la Calçada dels Monjos) i l'ampliació propiciada per l'arribada del ferrocarril. S'hi observa un ús predominant d'habitatges unifamiliars amb jardí posterior i tallers. La persistència de traces arquitectòniques de l'edificació en el canvi de segle d'un eixample menor d'habitatges unifamiliars des de llevant del centre històric fins al ferrocarril. Les característiques compositives majoritàries i comunes consisteixen en l'homogeneïtat del front de parcel·la en la formació d'obertures verticals allargades disposades en eixos simètrics i regulars i en el tractament de la pell amb sòcols, encintats, motllures, pilastres, emmarcaments, mènsules, cornises i balustrades.

## Número 24

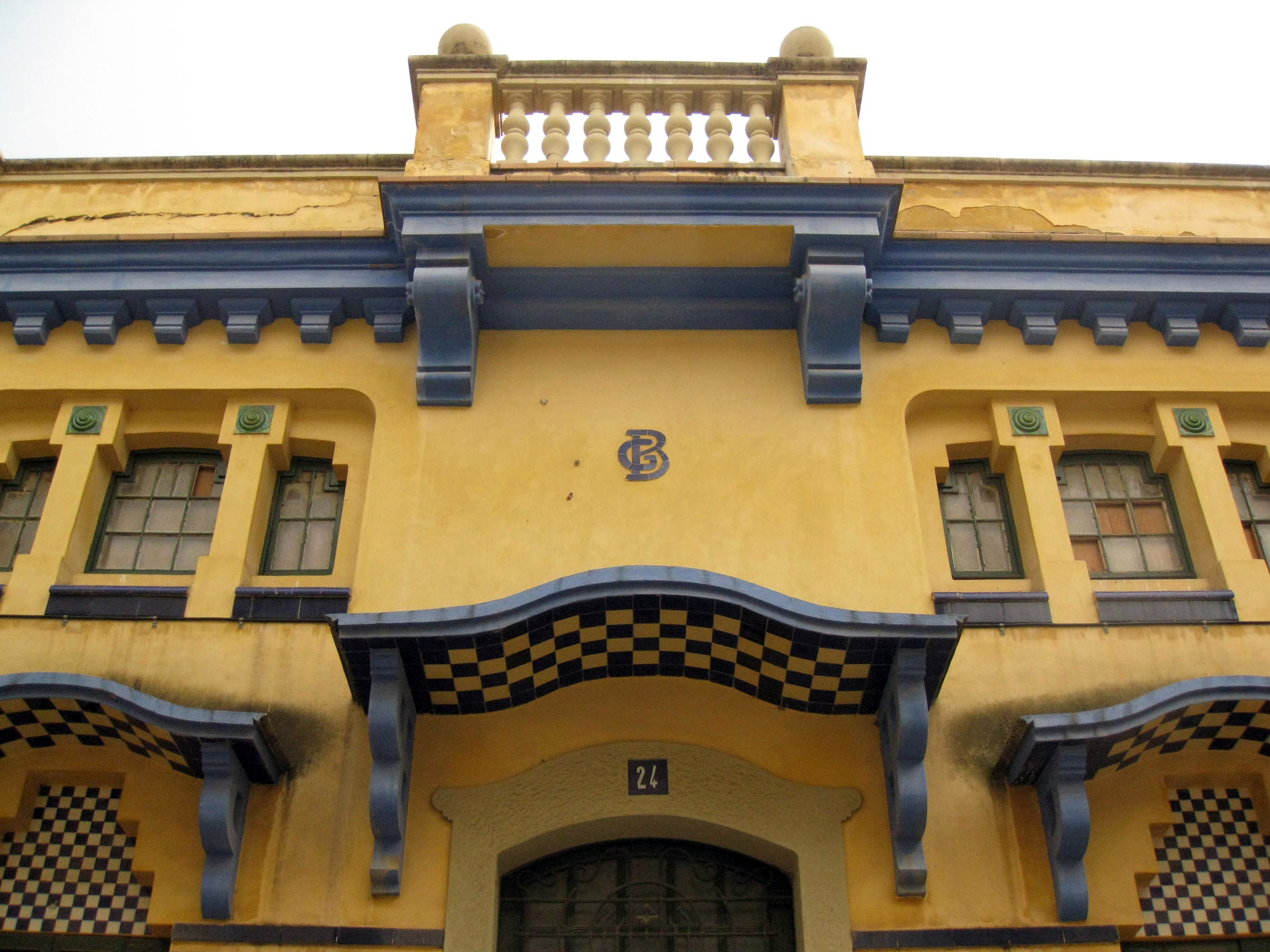
Número 24 del carrer Pi i Margall

L'edifici del número 24 del carrer Pi i Margall forma part de l'Inventari del Patrimoni Arquitectònic de Catalunya. És un edifici situat a la zona de l'eixample de la ciutat. És una casa entre mitgeres,amb planta baixa, pis i terrassa de cobriment. L'entrada central és amb arc escarser i dues finestres laterals amb arcs falsos esglaonats coberts per sortint d'obra i ceràmica suspeses sobre mènsules, tenen llindes esglaonades amb ornamentació ceràmica al timpà. El pis és amb dues finestres tripartides, entre les quals hi ha les inicials CB en ceràmica. La cornisa età interrompuda per un cos central sobre mènsules amb balustrada a manera de tribuna. La façana és de maó recoberta per arrebossat i als extrems té motllures verticals imitant un encoixinat.

## Can Roig
És un edifici cantoner situat a l'eixample de la ciutat. La façana al carrer Pi i Margall presenta una porta d'accés i dues finestres en la planta baixa i una finestra i un balcó en el primer pis. La façana de la calçada del Monjos té en la planta baixa 4 finestres i en el primer pis dues finestres amb un balcó al mig.